# Francisco Vera Muñoz
Francisco Vera Muñoz (Córdoba, 2 de diciembre de 1978) es un pintor español. De formación autodidacta, presentó su primera exposición individual en 2004.

## Biografía

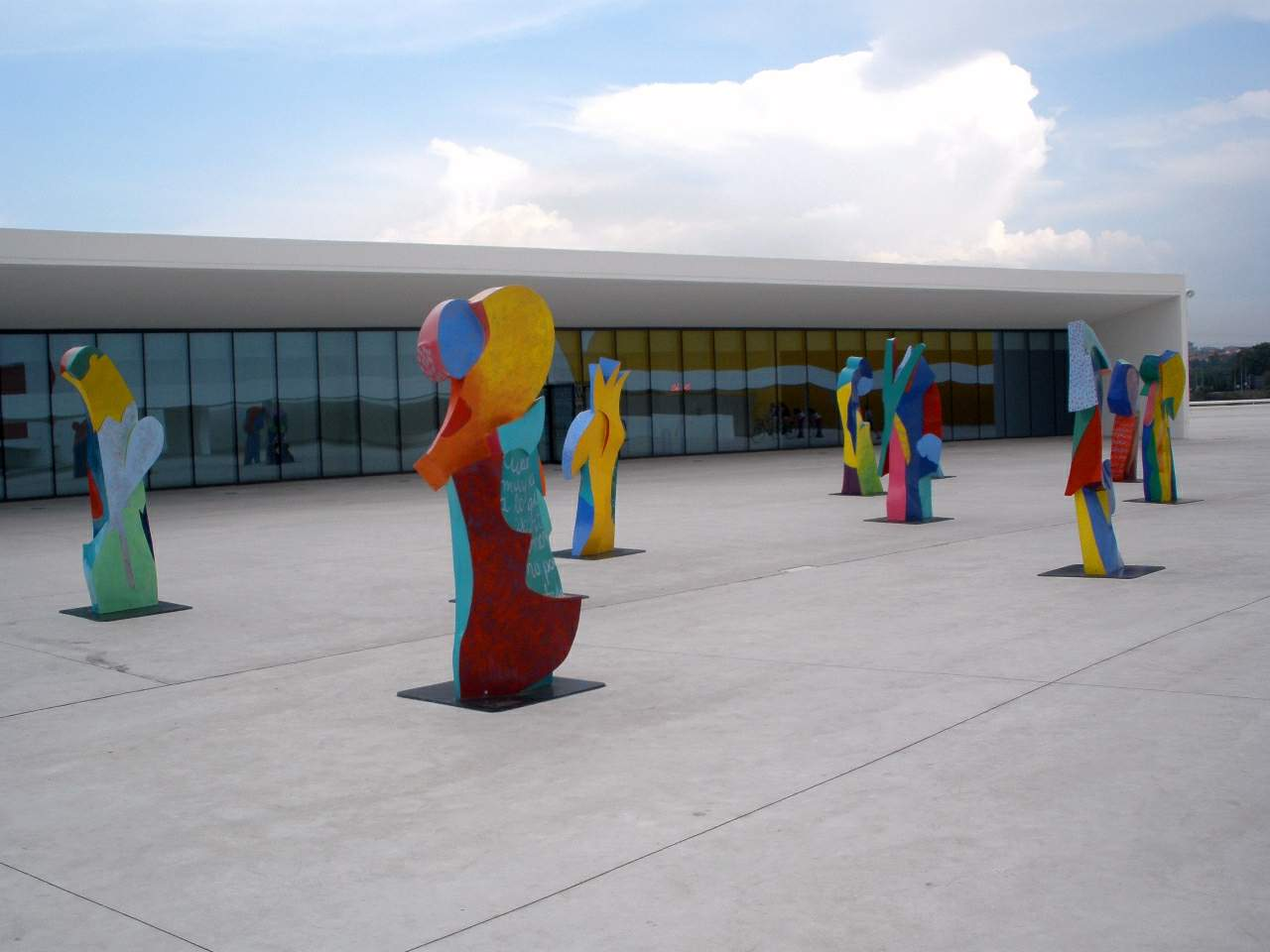
Obras de Cristóbal Gabarrón en Avilés. Imagen de 2011.

Francisco Vera Muñoz nació en Córdoba el 2 de diciembre de 1978. De formación autodidacta, en 2004 tuvo lugar su primera exposición individual en Córdoba. Durante 2003 y 2004 estuvo en el taller del artista Desiderio Delgado; más tarde, en 2007, siguió un curso impartido por el artista plástico Cristóbal Gabarrón, dentro de "Espacios para el Arte", en Torrevieja, (Alicante). Vera Muñoz ha sido ganador de diferentes premios locales.
En 2010 expuso en la Galería José Pedraza de Montilla la colección Horizontal. Galería que volvió a visitar en 2015.
En 2018, junto a un grupo de artistas locales, fundó la asociación "Córdoba Contemporánea". Entre los artistas figuran Arroyo Ceballos, José Manuel Belmonte, Manuel Castillero, Rafael Cervantes, Francisco Escalera, María José Ruiz, José Luis Muñoz, Pepe Puntas, José María Serrano, Noe Serrano y Vera Muñoz.

## Estética
La obra de Vera Muñoz se inscribe en el realismo contemporáneo, heredera de la obra de Antonio López, aunque muestra un interés mayor por la experimentación, con técnicas y estilos diferentes. Su obra, que arranca en su etapa de estudiante de arte, nace de una voluntad natural de capturar el instante, a través de elementos sencillos como ríos, riberas, puentes o caminos, pero como entes aislados, sin presencia humana, caracterizados desde un punto de vista poético. La temática de su obra gira en torno a lo contemporáneo, aquello que nos rodea, aunque no desdeña pintar un molino, un edificio actual o un palacio histórico.

## Exposiciones
Vera Muñoz comenzó a exponer en 2004 en la capital cordobesa, donde ha participado en varias exposiciones individuales y colectivas. En Montilla, en la Galería José Pedraza expuso en 2010 y 2015. En enero de 2018 expuso la colección Tránsito en la Galería Haurie de Sevilla.
En enero de 2020 participó en la exposición Islas al mediodía en la sala Vimcorsa de la capital cordobesa, junto a otros ocho artistas plásticos locales, con los que integra el grupo Córdoba contemporánea.

## Distinciones
- 16º Certamen Cultural Virgen de las Viñas de Tomelloso (provincia de Ciudad Real).[8]